# Kalša
Kalša (maďarsky Kalsa, německy Kalscha) je obec na Slovensku v okrese Košice-okolí. Leží na jihovýchodním úpatí Slanských vrchů v nadmořské výšce 202 metrů. Její katastrální území obce má rozlohu 4,62 km². Přes obec protéká potok Trebeľa. Žije zde 747 obyvatel.
První písemná zmínka o obci pochází z roku 1270. Z pamětihodností se zde nachází řeckokatolický kostel Nanebevzetí Panny Marie či pomník padlým vojákům sovětské armády. U kříže tohoto pomníku jsou však pohřbeni italští vojáci.[zdroj?]